# Boscawenia rectangulata
Boscawenia rectangulata är en fjärilsart som beskrevs av M.Gaede 1928. Boscawenia rectangulata ingår i släktet Boscawenia och familjen tandspinnare. Inga underarter finns listade i Catalogue of Life.